# Lucia Cadotsch

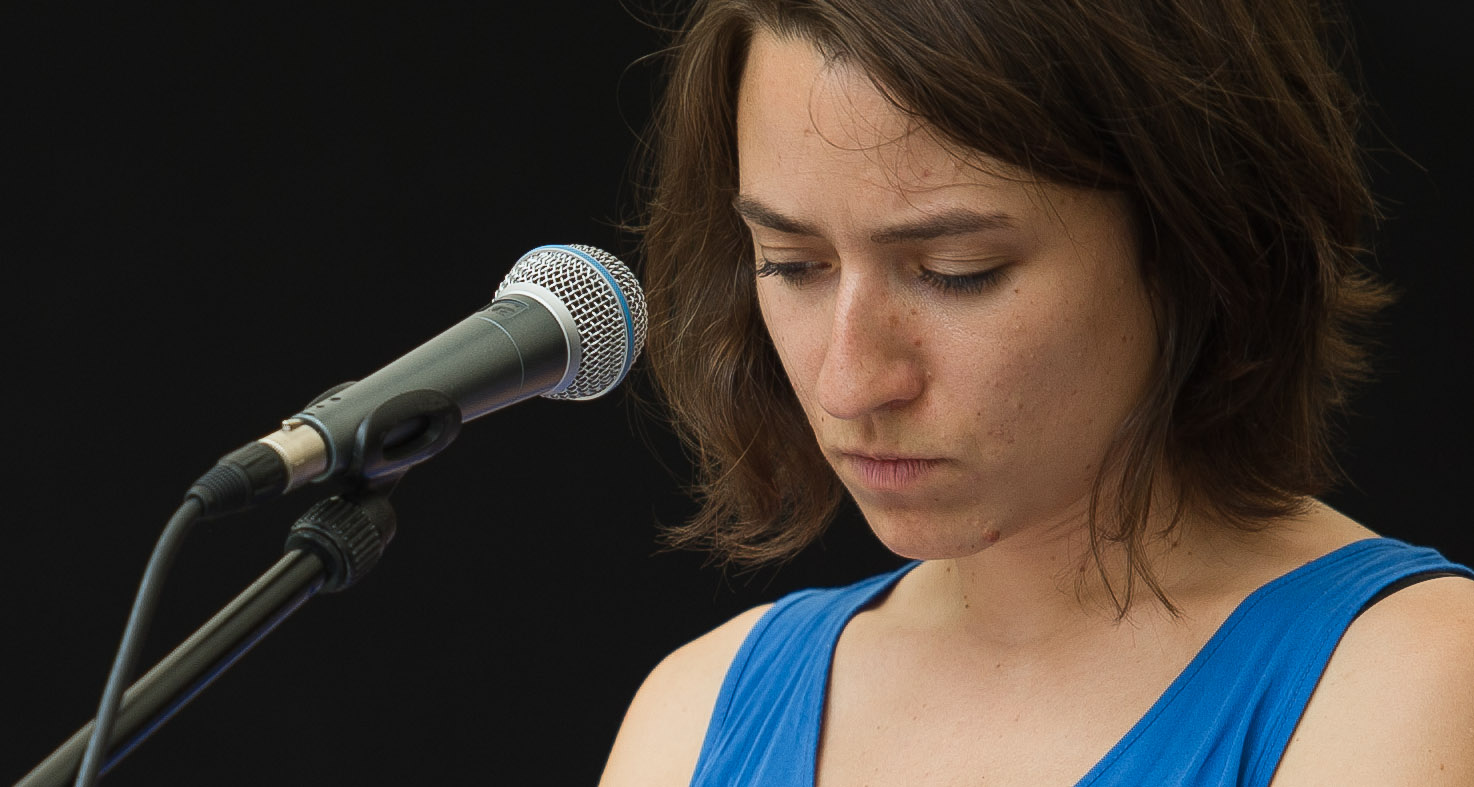
Lucia Cadotsch (2013)

Lucia Cadotsch (* 23. Februar 1984 in Zürich) ist eine Schweizer Sängerin mit einem Jazzhintergrund.

## Leben und Wirken
Cadotsch erhielt bereits früh eine Gesangs- und eine klassische Klavierausbildung. Jazzgesang studierte sie an der Universität der Künste Berlin und am Rytmisk Musikkonservatorium in Kopenhagen. Sie setzte die Stimme als vielseitiges Instrument ein und entwickelte so ihren Gesangsstil.
Mit der Band Schneeweiss & Rosenrot ging sie international auf Konzerttourneen und veröffentlichte seit 2009 drei Alben. Mit Petter Eldh und dem Saxophonisten Otis Sandsjö bildete sie das Projekt Speak Low, das seit 2016 zwei Alben vorlegte. Mit dem Saxophonisten Wanja Slavin bildete sie den Kern von der SynthiePopBand Liun + The Science Fiction Band.
Mit der amerikanischen Ukulele- und Fiddlespielerin Manon Kahle sowie Ronny Graupe, Uli Kempendorff und Michael Griener interpretierte sie als Yellow Bird klassische Countrysongs und legte 2015 das Album Sing vor. Weiterhin tritt sie im Trio mit Christian Weidner und Kathrin Pechlof auf; auch arbeitet sie mit Hayden Chisholm und dem Lucerne Jazz Orchestra (Ace of My Heart) und ist mit Super 700 (Under the No Sky) zu hören.
Ihr Bruder Silvio Cadotsch (* 1985) ist Jazzposaunist.

## Preise und Auszeichnungen
Cadotsch gewann 2009 den Hauptpreis beim ersten Nationalen Gesangswettbewerb New Voices. Mit Schneeweiss & Rosenrot erhielt sie 2012 den Neuen Deutschen Jazzpreis. Für ihr Album Speak Low wurde ihr 2017 ein Echo Jazz zugesprochen. 2021 wurde sie als Vokalistin mit dem Deutschen Jazzpreis ausgezeichnet. 2023 erhielt sie den Schweizer Musikpreis.

## Diskographische Hinweise

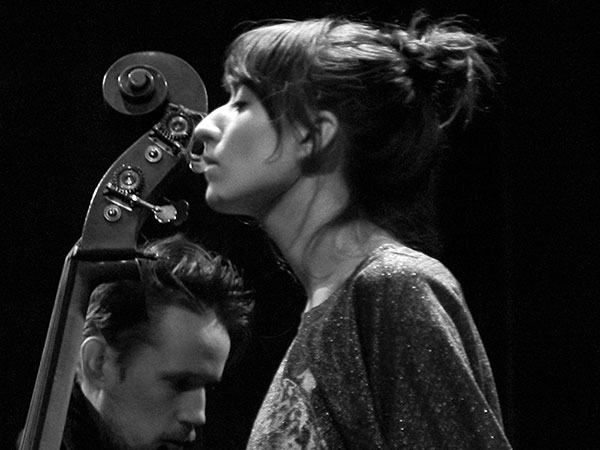
Lucia Cadotsch und Petter Eldh

- Speak Low (Enja/Yellowbird, 2016, mit Otis Sandsjö, Petter Eldh)[6]
- Speak Low II (We Jazz Records, 2020, mit Otis Sandsjö, Petter Eldh, sowie Kit Downes, Lucy Railton)[7]
- Aki (Heartcore Records 2023), mit Kit Downes, Phil Donkin, James Maddren[8]

Mit Schneeweiss & Rosenrot:
- Salt Crusted Dreams (Calibrated Music, 2009)
- Pretty Frank (Enja, 2011)
- Pool (Enja, 2012)

Mit Yellow Bird:
- Sing (Enja, 2015)

Mit Liun + The Science Fiction Band:
- Time Rewind (Enja, 2019, mit Wanja Slavin, Dan Nicholls, Lukas König, Andi Haberl)
- Lily of the Nile (Heartcore Records 2022, mit Wanja Slavin, Magnus Schriefl, Kati Brien, Julius Gawlik, Sascha Friedl, Shannon Barnett, Johannes Lauer, Manuel Schmiedel, Felix Henkelhausen, Fabian Rösch)[9]